# روبرت دبليو. إدغار
روبرت دبليو. إدغار (بالإنجليزية: Robert W. Edgar)‏ هو سياسي أمريكي، ولد في 29 مايو 1943 بفيلادلفيا في الولايات المتحدة، وتوفي في 23 أبريل 2013 في الولايات المتحدة بسبب نوبة قلبية. حزبياً، نشط في الحزب الديمقراطي. وقد انتخب عضو مجلس النواب الأمريكي.